# Route nationale 16
La route nationale 16 (RN 16 o N 16) è stata una strada nazionale lunga 265 km che partiva da Pierrefitte-sur-Seine e terminava a Dunkerque.
Nel 1972, in seguito alla riforma, il termine della strada fu spostato a Clermont e nel 2005 anche questo tratto è stato completamente declassato, causando la totale scomparsa della strada nazionale.

## Percorso
Partiva dalla N1 a Pierrefitte-sur-Seine e superava Sarcelles per poi continuare verso nord, toccare Chantilly, attraversare l’Oise a Creil e concludersi a Clermont all’incrocio con la N31. Nel dipartimento Val-d'Oise è oggi chiamata D316, mentre nell’Oise è stata declassata a D1016.
Fino agli anni settanta proseguiva verso nord, fino a Breteuil sul percorso dell’attuale D916, da Breteuil ad Amiens invece fu sostituita dal nuovo tragitto della N1. Da Amiens a Doullens venne rimpiazzata dalla N25, mentre a settentrione di Doullens è stata declassata a D916. Passava così per Saint-Pol-sur-Ternoise, Lillers ed Hazebrouck. A Bergues aveva luogo l'incrocio con la N16A ed infine, costeggiando il Canal de Bergues, la N16 si concludeva innestandosi sulla N40 (poi sostituita dalla N1) a Dunkerque: la RN16b costituiva un altro collegamento con tale strada.